# Берні Екклстоун
Бернард Чарльз «Берні» Екклстоун (англ. Bernard Charles «Bernie» Ecclestone, народився 28 жовтня 1930, біля Бангея, графство Саффолк, Велика Британія) — британський бізнесмен та функціонер автоспорту; колишній президент FOM (Formula One Management) і FOA (Formula 1 Administration) (до 2017); володар частки компанії «Альфа Према», що був голдінгом групи компаній «Формула-1».
Його керівництво «Формулою-1» відзначалося корупційними скандалами, кримінальними розслідуваннями та судовими справами через зв'язки з політиками з кримінальним підґрунтям на кшалт Путіна.

## Життєпис

### Ранні роки
Екклстоун народився в Сент-Пітер Саут Елмем, графство Саффолк (Східна Англія), в селі за 5 км від містечка Бангей. Його батько був капітаном морського судна.
Незабаром його родина переїхала в місто Бексліхіт, графство Кент, яке зараз є частиною Великого Лондона.
Після школи Берні почав працювати на місцевому газовому заводі і займатися своїм хобі — мотоциклами. Відразу після закінчення Другої світової війни Екклстоун зайнявся торгівлею запчастинами для мотоциклів та разом із Фредом Комптоном створив агентство з продажу мотоциклів «Комптон Екклстоун».

### Гонщик
Уперше Берні Екклстоун взяв участь у перегонах у 1949 році в «Формулі-3» в класі 500 см³. Стартував здебільшого на місцевому автодромі Брендс-Хетч, кілька разів посідав високі місця.
Чи не вирішальним для кар'єри Екклстоуна-гонщика став епізод, коли він зіткнувся з Біллом Уайтхаусом і вилетів на автостоянку за межами траси.
Після аварії Екклстоун-бізнесмен зайнявся вкладенням коштів у низку прибуткових операцій із нерухомістю та управлінням фірмою «Автомобільні аукціони на вихідних».
Він повернувся в гонки як менеджер Стюарта Льюїса-Еванса, а також придбав активи команди «Формули-1» Connaught.
У 1958 році команда була перейменована в BC Ecclestone; в перегонах брали участь боліди Connaught B Type із двигуном Alta 2.5 L4.
Екклстоун сам сів за кермо боліда «Формули-1» і спробував пройти кваліфікацію Гран-прі Монако, однак невдало. На Гран-прі Великої Британії 1958 року Берні також був заявлений, але не брав участь у стартах — його заміняв Джек Фейрмен.
Ще раз Екклстоун пішов із перегонів, коли його підопічний Льюїс-Еванс отримав сильні опіки після аварії на Гран-прі Марокко 1958 року і невдовзі від отриманих травм помер.

### Великі призи
Уже будучи відомим функціонером «Формули-1», Екклстоун на початку сезону 1972 року купив команду «Бребем» у Рона Таурнака. Сума угоди склала 100 000 фунтів стерлінгів. Після цього «Бребем» не вигравав Кубок конструкторів (доти — двічі), зате пілот команди Екклстоуна Нельсон Піке двічі ставав чемпіоном світу (1981, 1983).
У 1988 Берні Екклстоун продав команду «Бребем» компанії «Альфа-Ромео».
На початку 1978 року, спільно із Франком Уїльямсом, Коліном Чепменом, Тедді Майєром, Кеном Тіррелом і Максом Мослі, Екклстоун створив ФОКА — «Асоціацію на конструкторів Формули-1» (Formula One Constructors Association), котра й тепер утримує права на телетрансляції «Формули-1».

## Власність
Екклстоун також ьув співвласником футбольного клубу «Куїнз Парк Рейнджерс» з 2007 по 2011 рік.
Спочатку Екклстоун брав участь у змаганнях як гонщик, згодом — як менеджер гонщиків Стюарта Льюїса-Еванса та Йохена Ріндта.
У 1972 році він придбав команду «Бребем», якою керував протягом 15 років.
Як власник команди свого імені Екклстоун став членом Асоціації конструкторів «Формули-1». Його фінансовий контроль над перегонами почався з того, що наприкінці 1970-х років Берні вперше продав права на телепоказ гонок.
Відповідно до «Меморандуму згоди» «Ф-1», Екклстоун і його компанії займався управлінням, організацією та логістикою кожного гран-прі «Формули-1».

## Скандали
- У травні 2007 року викликала скандал заява Екклстоуна, в якій він погрожував не визнавати вже збудовану гоночну трасу для Формули-1 в Валенсії, якщо консервативна Народна партія не переможе на регіональних виборах; Це було інтерпретовано як шантаж і політичне втручання.

- 4 липня 2009 у британській газеті Таймс було опубліковане інтерв'ю з Екклстоуном, в якому він хвалив режим Адольфа Гітлера та режим Путіна. Він вважав, що Гітлер насправді не був жорстоким диктатором, він зміг «вести за собою багато людей» та «вирішувати справи». Він також висловив погляд, що тодішній президент FIA Макс Мослі міг би бути добрим прем'єр-міністром Великої Британії. Після цих заяв, він був підданий критиці з боку політичних кіл. Центральна рада євреїв Німеччини закликала до бойкоту очолюваних Екклстоуном змагань Формули-1. Екклстоун пізніше був змушений вибачитись за свої висловлювання.

- 30 червня 2022 року 91-но річний Екклстоун дав інтерв'ю британському ранковому шоу «Good Morning Britain». Екклстоун сказав, що «є другом» путіна і, що готовий «підставитись під кулю» за нього, тому що путін «першокласна людина». Також Екклстоун стверджував, що російське вторгнення в Україну було «помилкою», і що путін «як і багато бізнесменів, робить помилки». Він звинуватив Володимира Зеленський у тому, що той не хотів запобігти вторгненню в Україну, бо начебто не хотів розмовляти з путіним. Смерть цивільних українських громадян Екклстоун назвав «ненавмисною», бо путін «робить те, що мусить, заради Росії». Перестарілий Екклстоун звинуватив Україну у тому, що вона не йде на поступки росії та не капітулює: «Я глибоко переконаний, що Україна, якби хотіла з цим (війною) покінчити, зробила б це».

## Розслідування

### Хабарі
У квітні 2014 Берні Екклстоун постав перед судом у Мюнхені за звинуваченням у даванні хабарів. Його звинувачують у даванні хабаря колишньому високопоставленому співробітникові банку BayernLB (Баварський земельний банк) Герхарду Грибковські в розмірі $44 млн, який посприяв продажу 47,2 % акцій «Формули-1», які належали банку, інвестиційному фонду CVC Capital Partners в 2006 році. Грибковські вже відбуває 8,5-річне покарання по цій же самій справі.
Екклстоун визнає факт передачі грошей Г. Грибковські, але при цьому заперечує, що давав йому хабар. За його словами, йому довелося заплатити, оскільки Грибковські погрожував проінформувати британські податкові органи про фінансові схеми, які застосовував Екклстоун.
За версією прокуратури, Екклстоун боявся втратити вплив у своїй компанії. Звинувачення стверджує, що такий продаж компанії, яку обрав Екклстоун, повинен був забезпечити збереження його на посаді власника чемпіонату «Формула-1». У разі визнання його винним Берні Екклстоуну загрожує до 10 років в'язниці. Керівництво компанії CVC заявило, що Екклстоун буде зміщений з поста голови «Формули-1» в разі визнання його винним, навіть якщо він уникне тюремного ув'язнення.
5 серпня 2014 по домовленості між суддями, прокурором та Екклстоуном — судову справу було припинено за виплату Екклстоуном 100 млн. доларів (74,7 млн. євро) штрафу.
$99 млн. із ста штрафу повинні були піти в державну казну Баварії, решта в 1 мільйон піде до німецького Фонду помираючих дітей (Deutsche Kinderhospizstiftung). Еклстоун, як вважають наглядачі, може і далі керувати чемпіонатом Formula 1. Власність Екклстоуна оцінюється в 2.8 млрд. доларів (2010). У разі засудження Екклстоуну загрожувало до десяти років в'язниці.
Припинення судового переслідування по угоді між сторонами згідно § 153a Процесуального Кримінального Кодексу Німеччини відбувається в ФРН тисячі разів на рік. Але суми штрафу в $100 млн, як відмічає Frankfurter Allgemeine Zeitung, в історії судової системи ФРН ще ніколи не було.

### Податкові махінації
У жовтні 2023 року Екклстоуна було засуджено до 17-ти місяців ув'язнення за податкові махінації з використанням іноземних трастових фондів.

## Кінець кар'єри
У січні 2017 новий володар «Формули-1» американська компанія Liberty Media звільнила Берни Экклстоуна з посади генерального промоутера гонок, яку він займав кілька десятиліть.
За словами самого Екклстоуна, його лишили усіх повноважень і призначили «почесним президентом» «Формули-1». При чому, як він сам визнав, він «не зовсім розуміє, що це за посада та що на ній треба робити».

## Цікавий факт
У 2004 році Екклстоун продав свій маєток у Лондоні індійському мільярдеру Лакшмі Мітталу за 70 млн фунтів. На той час це була найдорожча операція з продажу житла в історії.

## Приватне життя
- Від шлюбу із колишньою Armani-моделлю хорваткою Славіцею Радич, молодшою на 28 років і на 29 сантиметрів вище його, має двох дочок — Тамару (1984) й Петру (1988). Розлучився з Славіцею Радич в березні 2009 р.
- В серпні 2012 одружився з італійкою Фабіаною Флозі (Fabiana Flosi), яка на 46 років молодша за нього[8].